# オデヤ朝

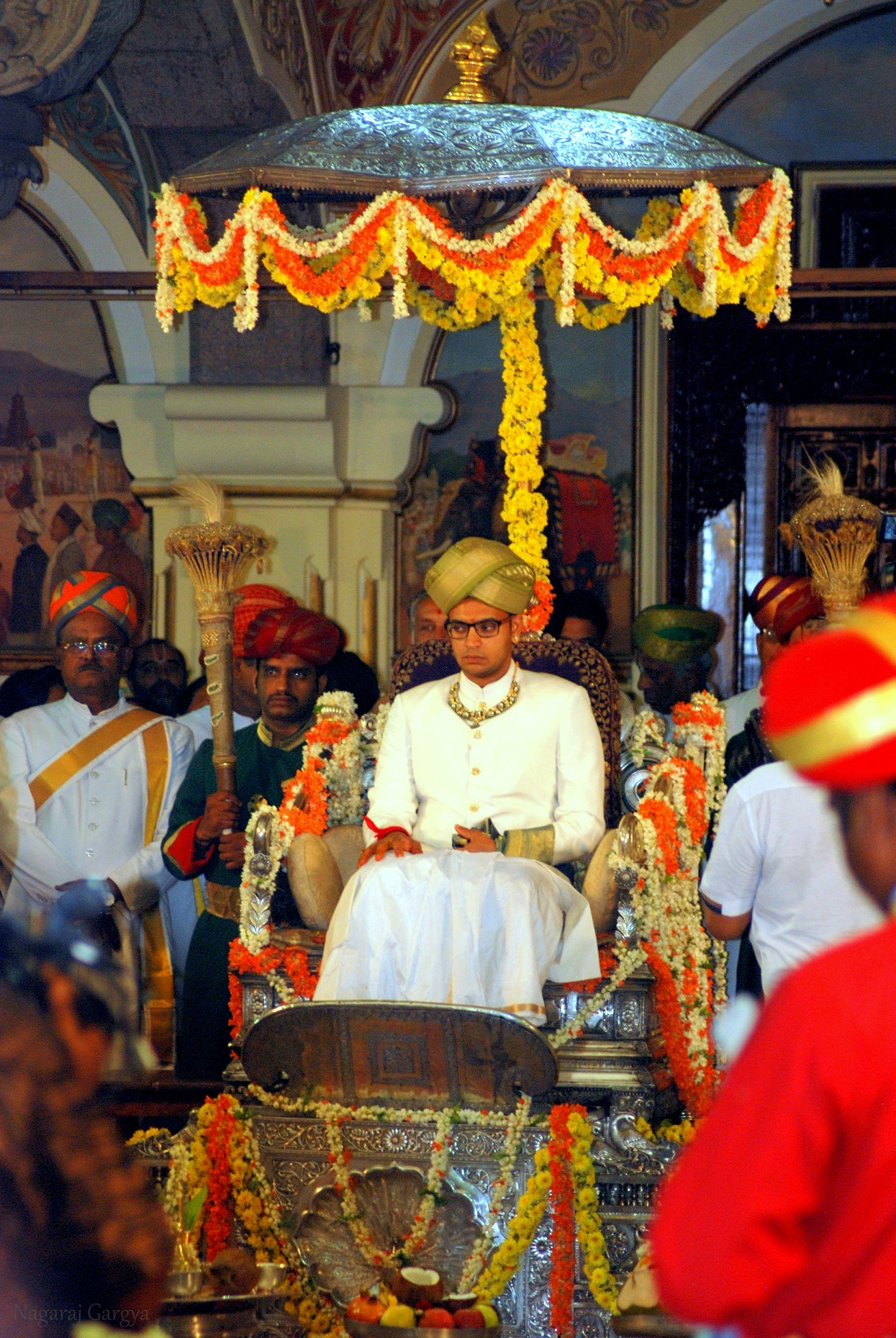
マイソール王家現当主

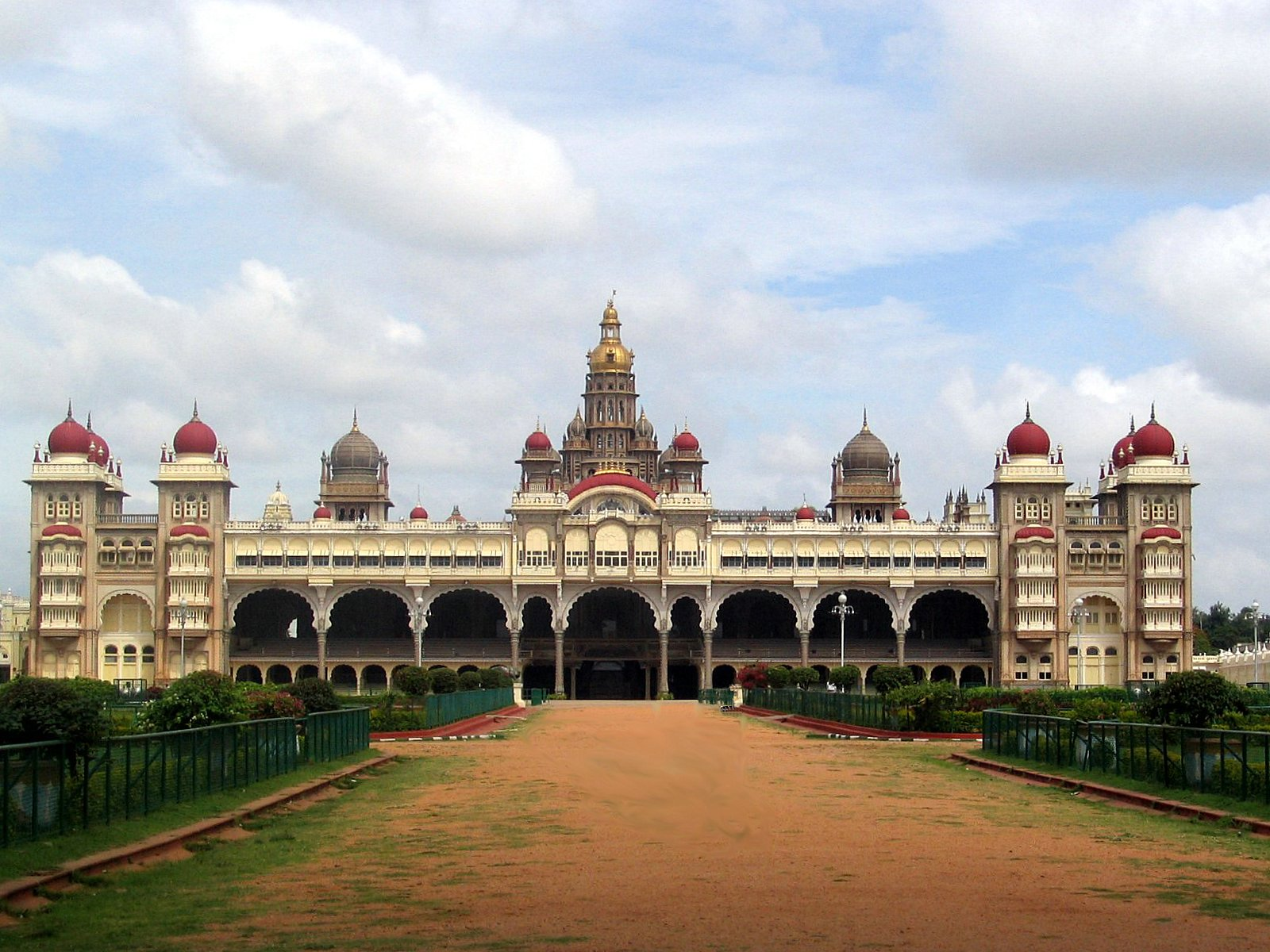
マイソール宮殿

オデヤ朝（オデヤちょう、カンナダ語：ಒಡೆಯರ್, 英語：Wadiyar dynasty）は、南インドのカルナータカ地方に存在したマイソール王国のヒンドゥー王朝（1399年 - 1947年）。マイソール王国の歴史において、その大部分の期間を統治した王朝でもある。

## 歴史

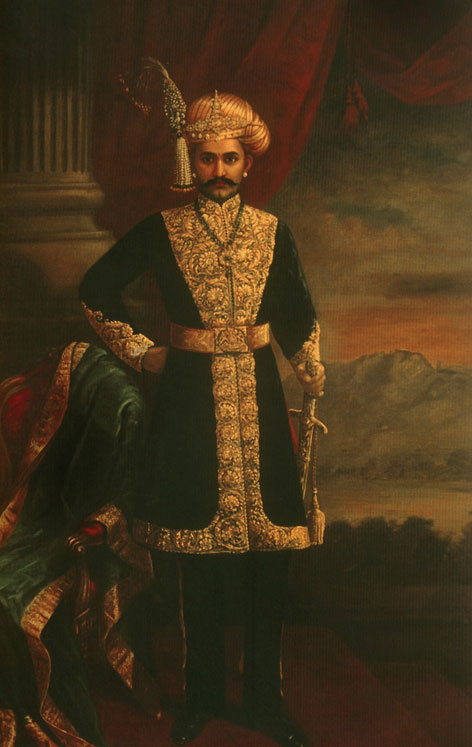
チャーマ・ラージャ10世

1399年、ヤドゥ・ラーヤがマイソールの支配権を奪った。マイソール王国を建国した。以後、彼とその子孫の王朝はオデヤ朝と呼ばれた。
この王朝は当時南インドを支配していたヴィジャヤナガル王国に従属し、16世紀前半の王チャーマ・ラージャ3世はクリシュナ・デーヴァ・ラーヤに娘を嫁がせ、1520年のライチュールの戦いにも従軍した。
その後、その息子ティンマ・ラージャ2世の治世、1565年にヴィジャヤナガガル王国がターリコータの戦いで敗北すると、弟のチャーマ・ラージャ4世は半独立の立場を打ち出した。
1610年、ラージャ・オデヤ1世はシュリーランガパトナをヴィジャヤナガル王国から奪い、独立を宣言した。また、これにより首都がマイソールからシュリーランガパトナへと遷都された。
その後、17世紀後半から新興カーストのマラーターが台頭し、シヴァージーによってマラーター王国が建国されると、マイソール王国とマラーター王国は交戦状態となった。1685年以降、マラーターの侵攻が本格化すると、時のオデヤ朝の王チッカ・デーヴァ・ラージャはムガル帝国と結び、1687年にはバンガロールを封土として与えられた。
18世紀初頭、ムガル帝国が撤退したのち、南インド一帯は争乱に巻き込まれた。マイソール王国では、ムスリムの軍人ハイダル・アリーが台頭し、1761年には王国の実権を掌握した。マイソール王らはその傀儡となった。
ハイダル・アリーの死後、息子ティプー・スルターンが父親の権力を継承した。1786年にはパードシャーを称し、1796年にチャーマ・ラージャ9世が死ぬと、後継者を擁立することをせず、自らマイソール王国の君主として統治した。ハイダル・アリー父子の支配のもとで傀儡となっていたナンジャ・ラージャ、チャーマ・ラージャ8世、チャーマ・ラージャ9世の3人は、いずれも彼らによって殺害されたとも言われる。
だが、1799年5月4日、ティプー・スルターンが第四次マイソール戦争で戦死すると、イギリスはチャーマ・ラージャ9世の息子クリシュナ・ラージャ3世を即位させ、オデヤ朝を復活させた。その後、7月に軍事保護条約が締結され、王国は藩王国となった。
19世紀後半と20世紀後半において統治したチャーマ・ラージャ10世とクリシュナ・ラージャ4世の父子は、開明的で近代的思考を持った人物であり、藩王国の近代化に大きく貢献した。
1947年8月15日、チャーマ・ラージャ11世の治世、インド・パキスタン分離独立に際して藩王国はインドに併合され、オデヤ朝の歴史も終わりを告げた。

## 歴代君主
- ヤドゥ・ラーヤ（Yadu Raya, 在位：1399 - 1423年）
- チャーマ・ラージャ1世（Chama raja I, 在位：1423年 - 1459年）
- ティンマ・ラージャ1世（Timma Raja I, 在位：1459年 - 1478年）
- チャーマ・ラージャ2世（Chama Raja II, 在位：1478年 - 1513年）
- チャーマ・ラージャ3世（Chama Raja III, 在位：1513年 - 1553年）
- ティンマ・ラージャ2世（Timma Raja II, 在位：1553年 - 1572年）
- チャーマ・ラージャ4世（Chama Raja IV, 在位：1572年 - 1576年）
- チャーマ・ラージャ5世（Chama Raja V, 在位：1576年 - 1578年）
- ラージャ・オデヤ1世（Raja Wodeyar I, 在位：1578年 - 1617年）
- チャーマ・ラージャ6世（Chama Raja VI, 在位：1617年 - 1637年）
- ラージャ・オデヤ2世（Raja Wodeyar II, 在位：1637年 - 1638年）
- ナラサー・ラージャ1世（Narasa Raja I, 在位：1638年 - 1659 年）
- ドッダ・デーヴァ・ラージャ（Dodda Deva Raja, 在位：1659年 - 1673年）
- チッカ・デーヴァ・ラージャ（Chikka Deva Raja, 在位：1673 - 1704年）
- ナラサー・ラージャ2世（Narasa Raja II, 在位：1704年 - 1714年）
- クリシュナ・ラージャ1世（Krishna Raja I, 在位：1714年 - 1732年）
- チャーマ・ラージャ7世（Chama Raja VII, 在位：1732年 - 1734年）
- クリシュナ・ラージャ2世（Krishna Raja II, 在位：1734年 - 1766年）
- ナンジャ・ラージャ（Nanja Raja, 在位：1766年 - 1772年）
- チャーマ・ラージャ8世（Chama Raja VIII, 在位：1772年 - 1776年）
- チャーマ・ラージャ9世（Chamaraja Wodeyar IX, 在位：1776年 - 1796年）

- ティプー・スルターン（Tipu Sultan, 在位：1796年 - 1799年）により空位

- クリシュナ・ラージャ3世（Krishna Raja III, 在位1799年 - 1868年）
- チャーマ・ラージャ10世（Chama Raja X, 在位：1868年 - 1894年）
- クリシュナ・ラージャ4世（Krishna Raja IV, 在位：1894年 - 1940年）
- チャーマ・ラージャ11世（Chama Raja XI, 在位：1940年 - 1947年）